# Amadeo III de Saboya

Escudo de Armas de los Condes de Saboya.

Amadeo III de Saboya (Carignano, Piamonte 1095-Nicosia, abril de 1148) fue conde de Saboya y de Maurienne desde 1103 hasta su muerte. También es conocido como El Cruzado.
Fue hijo de Humberto II de Saboya y de Gisela de Borgoña, hija de Guillermo I de Borgoña, y sucedió a su padre como Conde tras su muerte. Amadeo tenía cierta tendencia a exagerar sus títulos, ya numerosos, pues era duque de Lombardía, duque de Borgoña, duque de Chablais, y vicario del Sacro Imperio Romano Germánico, título este último que había sido dado a su padre por Enrique IV del Sacro Imperio Romano Germánico.
Amadeo ayudó a restaurar la abadía de San Mauricio de Agauno, donde se había coronado a los reyes anteriores de Borgoña, y del cual él mismo era abad hasta 1147. También fundó la abadía de San Sulpicius en Bugey, la abadía de Tamié en el Bauges, y la abadía de Hautecombe en Lac du Bourget.
En 1128, Amadeo extendido su reino, conocido como la “Vieja Chablais”, agregando a él la región que extiende desde Arve hasta Dranse d'Abondance, que vino a ser llamado la “Nueva Chablais” con su capital en St. Moritz. A pesar de su matrimonio con Mahaut, siguió luchando contra su cuñado, que murió en la batalla de Montmeillan. Después de esto, el rey Luis VI de Francia, se casó con su hermana Adela de Saboya, intentando confiscar Saboya. Amadeo fue ayudado por la intervención de Pedro de Amiens el Ermitaño, y por su promesa de participar en las Cruzadas previstas por Luis.
En 1147, acompañó a su sobrino Luis VII de Francia y a su esposa Leonor de Aquitania en la Segunda Cruzada. Financió su expedición con ayuda de un préstamo de la abadía de San Maurice. En su expedición estaban muchos barones de Saboya, incluyendo los señores de Faucigny, Seyssel, La Chambre, Miolans, Montbel, Thoire, Montmayeur, Vienne, Viry, La Palude, Blonay, Chevron-Villette, Chignin, y Châtillon. Amadeo viajó al sur a través de Italia hasta Brindisi, en cruzó hasta llegar a Durazzo, y marchando al este a lo largo de la Vía Egnatia para encontrarse con Luis en Constantinopla a finales de 1147. Después de cruzarse en la Anatolia, Amadeo, que conducía la vanguardia, se separó de las fuerzas de Luis cerca de Laodicea, y las fuerzas de Luis fueron destruidas casi por completo.
Marchando hacia Adalia, Louis, Amadeo, y otros barones decidieron continuar a Antioquía en nave. En el viaje, Amadeo cayó enfermo en Chipre, y murió en Nicosia en abril de 1148. Lo enterraron en la iglesia de la Sainte Croix en Nicosia. En Saboya, su hijo Humberto III le sucedió en el trono, bajo la regencia del obispo Amadeo de Lausanne.

## Familia y descendientes
No tuvo ningún hijo con su primera esposa Adelaida. En 1123 se casó con Mahaut (o Mafalda, o Matilda) de Albon, la hermana de Guy IV del Delfinado, con la que tuvo diez hijos:
- Elisa de Saboya (1120-?) casada con Humberto de Beaujeu
- Mafalda (Matilde o Mahaut), (1125-1158), casada con Alfonso I de Portugal
- Inés de Saboya (1125-1172), casada con Guillermo I, conde de Ginebra
- Humberto III de Saboya (1136-1188)
- Juan de Saboya
- Pedro de Saboya
- Guillermo de Saboya
- Margarita de Saboya (muerta en 1157), monja en Bons
- Isabel de Saboya
- Juliana de Saboya (muerta en 1194), abadesa de San André-le-Haut